# Andrew Ridgeley
Andrew John Ridgeley (ur. 26 stycznia 1963 w Bushey) – brytyjski piosenkarz, gitarzysta, działacz ochrony środowiska.
Najbardziej znany jako członek popularnego w latach 80. XX wieku duetu Wham! (razem z George’em Michaelem).

## Życiorys

### Rodzina i edukacja
Jest synem Alberto Mario Zacharii (później zmienił nazwisko na Ridgeley), pół-Włocha, pół-Egipcjanina zamieszkałego w Wielkiej Brytanii, i Jennifer Dunlop. Pochodzi z mało zamożnej rodziny, jego ojciec po odbyciu służby wojskowej w Royal Air Force pracował w sklepie fotograficznym, a matka po urodzeniu syna podjęła pracę nauczycielki. Początkowo dorastał z młodszym o rok bratem Paulem w Egham pod Londynem, następnie zamieszkał z rodziną w Bushey, gdzie uczęszczał do Bushey Meads School.
W młodości zafascynowany był twórczością Davida Bowiego, Eltona Johna, Freddiego Mercury i Jimmy’ego Page’a i zespołów: Queen, Led Zeppelin, The Beatles, The Everly Brothers, The Rolling Stones i Genesis. W wieku siedmiu lat rozpoczął naukę gry na instrumentach klawiszowych, ponadto zaczął komponować swoje pierwsze piosenki. Jako nastolatek dorabiał, rozwożąc gazety i mył samochody.  Zniechęcony do dalszej nauki w Bushey Meads School, po szóstej klasie porzucił szkołę i zapisał się do Cassio College, której także nie ukończył.

### Kariera zawodowa
W 1979 wraz z przyjacielem z Bushey Meads School George’em Michaelem, jego kolegą Davidem Mortimerem, a także swoim bratem Paulem Ridgeleyem i sąsiadem Andym Leaverem założył zespół The Executive, grający muzykę ska. Po rozpadzie formacji pracował jako magazynier w sklepie ze sprzętem fotograficznym J.J. Silber, który należał do jego ojca. W 1981 wraz z Michaelem założył zespół Wham!, w którym został specjalistą od wizerunku i przekonał Michaela, że sukcesywnie powinni zmieniać swój imidż. W 1982 nawiązali współpracę z niezależną wytwórnią Innervision Records i wydali debiutancki singel „Wham Rap! (Enjoy What You Do)”, który został dobrze przyjęty przez odbiorców. W tym samym roku otrzymali propozycję występu w ramach zastępstwa w popularnym programie telewizyjnym Top of the Pops, podczas którego wykonali piosenkę „Young Guns (Go For It!)”. Występ ten uważany jest do dziś za jeden z najlepszych w historii zespołu, jak również całego programu. 9 lipca 1983 nakładem Innervision Records do sprzedaży trafił ich debiutancki album studyjny pt. Fantastic, który przez pierwsze dwa tygodnie po wydaniu znajdował się na pierwszym miejscu brytyjskiej listy najlepiej sprzedających się płyt.
Sukces pierwszego albumu sprawił, że zespołem zaczęły się interesować wielkie koncerny fonograficzne. Duet rozwiązał umowę z Innervision, a w listopadzie 1984 nakładem wytwórni Epic Records wydał album pt. Make It Big, który był promowany przebojami: „Wake Me Up Before You Go-Go”, „Freedom” i „Careless Whisper”. Album przez wiele tygodni znajdował się na pierwszych miejscach list najczęściej kupowanych płyt m.in. w Wielkiej Brytanii, Stanach Zjednoczonych, Holandii, Szwecji i Norwegii. Również w 1984 wraz z Michaelem wydał, utrzymaną w świątecznych klimatach, piosenkę „Last Christmas”, która dotarła do drugiego miejsca brytyjskiej listy przebojów i stała się wielkim przebojem. 
W grudniu 1984 rozpoczął światową trasę koncertową The Big Tour, która obejmowała występy w Wielkiej Brytanii, USA i Japonii. W ramach trasy odbył z Michaelem 10-dniową wizytę w Chinach w kwietniu 1985, stając się pierwszym zachodnim zespołem popowym, któremu udało się wystąpić w tym państwie. W lipcu 1985 wystąpił jako chórzysta podczas koncertu charytatywnego Live Aid na Stadionie Wembley. W lipcu i sierpniu odbył z Wham! trasę koncertową po USA pod nazwą Whamamerica!. Wiosną 1986 ogłosił zakończenie działalności Wham!, po czym wydał z Michaelem ostatni album studyjny pt. Music from the Edge of Heaven i kompilacyjny pt. The Final oraz zagrał 28 czerwca 1986 pożegnalny koncert The Final na Stadionie Wembley, który zgromadził 72-tysięczną publiczność.
Po zakończeniu kariery muzycznej przez krótki czas był kierowcą wyścigowym, wystartował m.in. w wyścigu Celebrity Car oraz brał udział w wyścigach Formuły 3. W 1989 nagrał album pt. Son of Albert, na którym umieścił m.in. singiel „Shake” oraz utwór „Red Dress” z gościnnym udziałem Michaela. Ze względu na słaby odbiór komercyjny płyty porzucił karierę muzyczną, z wyjątkiem gościnnego występu u boku Michaela w 1991 na festiwalu Rock in Rio, na którym wykonali wspólnie utwory „I’m Your Man” i „Freedom'90”.
W lutym 2017 na gali rozdania Brit Awards wygłosił przemowę honorującą George’a Michaela, który zmarł kilka tygodni wcześniej.
W 2019 premierę miał film Last Christmas, w którym Ridgeley pojawił się gościnnie w roli cameo.

### Życie prywatne
Przez kilka lat pozostawał w nieformalnym związku z wokalistką Shirlie Holliman, która występowała z nim w Wham!. Był także związany z amerykańską modelką Donyą Fiorentino. Związany z Keren Woodward, członkinią girls bandu Bananarama. Mieszka w Kornwalii.

## Dyskografia
| Tytuł         | Dane dotyczące albumu                    | Pozycja na liście | Pozycja na liście |
| Tytuł         | Dane dotyczące albumu                    | USA               | NLD               |
| ------------- | ---------------------------------------- | ----------------- | ----------------- |
| Son of Albert | - Data: 1990 - Wydawca: Columbia Records | 130               | 66                |